# Barajul Gozna

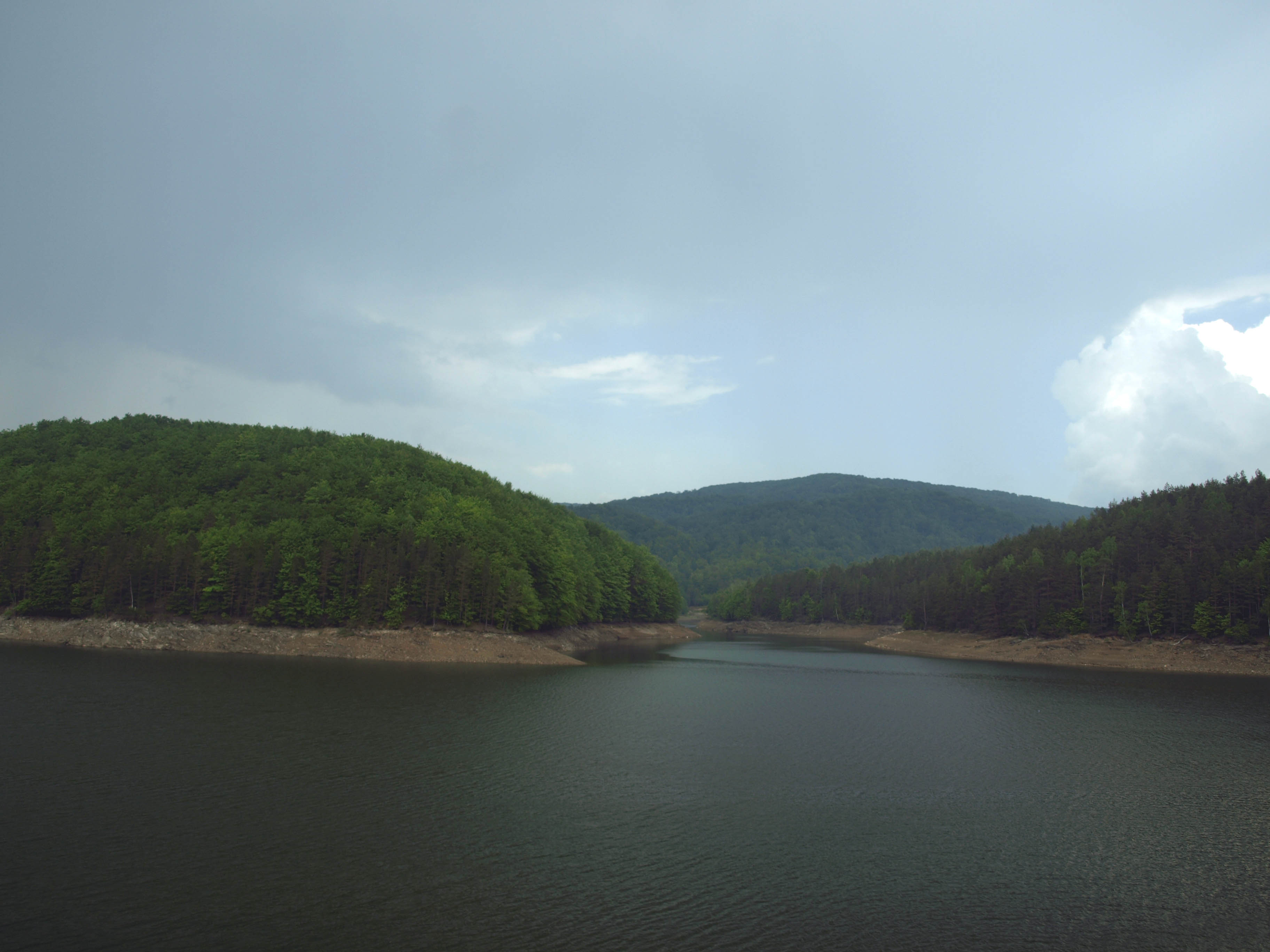
Lacul Gozna.

Acumularea Gozna este amplasată pe râul Bârzava, amonte de comuna Văliug. Se prezintă sub forma unui lac de acumulare cu nivel maxim de retenție la cota 597 mdMN, cu bazin de recepție de 67,9 kmp, din care 14,54 kmp în bazinul hidrografic Nera (de unde debitul este captat prin intermediul canalului de coastă Nera).
Barajul de greutate este alcătuit din anrocamente cu peretele amonte căptușit cu dale de beton, cu înălțimea de 45 m, lungimea la coronament de 230 m și lățimea la coronament de 6 m. Golirea de fund se face prin 2 conducte din oțel sudate cu diametrul de 1 m, conducte utilizate și pentru spălarea depunerilor și evacuarea unei părți din debitul de viitură. Nivelul golirii de fund se situează la 557,3 m (prag admisie), axul conductelor fiind la 557 m.
Priza de apă se află în corpul barajului, spre versantul stâng, fiind alcătuită din 2 conducte de oțel cu diametrul de 11 m.